# Hans Monses Hettema
Hans Monses Hettema (Bolsward, 11 juni 1761 – aldaar, 9 februari 1823) was een politicus in de tijd van de Bataafse Republiek.

## Biografie
Hettema was een lid van de familie De Haan Hettema en een zoon van wolkammer en koopman Monse Hanses Hettema (1730-1766) en Antje Anskedr (1731-1809). Hij trouwde in 1783 met Jantje Gerbens van Albada (1763-1834) uit welk huwelijk tien kinderen werden geboren (van wie er zeven jong overleden).
Hettema was een koopman, distillateur en brander te Bolsward. In 1787 week hij uit naar Sint-Omaars om in 1795 weer terug te keren. Hij werd vervolgens lid van de municipaliteit van Bolsward. Van 23 juni 1796 tot 8 maart 1798 was hij lid van het bestuur van Friesland. Op 24 september 1798 werd hij verkozen als lid van het Vertegenwoordigend Lichaam, of wel de Eerste Kamer der Bataafse Republiek voor het district Wolvega; dit zou hij blijven tot 17 oktober 1801, tot aan de zogenaamde derde staatsgreep waarna die kamer niet meer vergaderde. Hij nam toen geen politieke functies meer op. Hij was alleen nog van 1811 tot 1814 adjunct-maire van zijn geboorteplaats.
- Biografisch Portaal: 09943760
- Digitale Bibliotheek voor de Nederlandse Letteren: hett005
- Parlement.com: vg09llv1esx0